# Andelfingen
Andelfingen és un municipi del cantó de Zúric (Suïssa), cap del districte d'Andelfingen.